# Массовое убийство белорусов в Подляшье (1946)
Массовое убийство белорусов в Подляшье в 1946 году — акт геноцида православных белорусов, совершённый отрядом бывших бойцов Армии Крайовой во главе с капитаном Ромуальдом Райсом на территории Белостокского воеводства в январе-феврале 1946 года. В ходе рейда отрядом Райса было сожжено пять деревень и убито по национальному признаку 79 православных белорусов, в том числе малолетние дети, женщины и старики.

## Предыстория
Отряд Райса состоял примерно из 200 человек — бывших солдат Армии Крайовой и местных поляков. После официального роспуска Армии Крайовой Ромуальд Райс присоединился к армии Польской Народной Республики, но позже дезертировал и присоединился к антикоммунистическому подполью, вступив в Национальный военный союз.
Как отмечает в своем расследовании польский Институт национальной памяти, в антикоммунистическом подполье существовал стереотип, что белорусы, православные, лояльно относятся к властям ПНР и враждебны антикоммунистическому подполью. Деятельность подполья  против белорусов протекала в разных формах и имела разные последствия. Одной из важнейших задач националистов было заставить белорусов покинуть Польшу и выехать в БССР. Для этого использовались как угрозы (в деревнях с белорусским населением распространялись листовки, где предписывалось немедленно уходить за линию Керзона), так и репрессивные акции с уничтожением населения (только за 1945 год на Белостокщине убиты 229 человек). Также фиксировались многочисленные грабежи.
28 января 1946 года отряд Райса, входивший в состав Национального военного союза, оказался у села Лозице. Там поляки остановили обоз, на котором местные крестьяне собирали дрова для школы. Райс отпустил водителей-католиков, а православных заставил перевозить его отряд. 29 января подразделение «Бурого» предприняло успешную атаку на советский гарнизон в городе Хайнувка, убив двух советских солдат и взяв в плен подполковника, которому в конце концов удалось бежать. 30 января отряд «Бурого», проезжая через село Красна-Весь, решил сменить возчиков. Солтису села было приказано подготовить новые обозы. Из села Красна-Весь выехала группа из 12 извозчиков, из которых вернулись только четверо.

## Хронология событий

### Сожжение сёл Залешаны и Вулька-Выгоновска
29 января 1946 года отряд «Бурого» прибыл в село Залешаны. В Залешанах Ромуальд Райс приказал собрать весь народ на собрание в доме Дмитрия Сахарчука. 16-летнего Петра Деменюка, а также красноармейца Александра Зелинко вывели во двор и расстреляли. Дверь дома заблокировали и подожгли. Людям удалось освободиться и спастись. Райс приказал сжечь всю деревню. 16 человек, включая детей и женщин, либо сгорели в огне, либо были застрелены, когда пытались спастись от огня. Затем батальон Райса «Бурого» двинулся к соседнему селу Вулька-Выгоновска. За отказ помочь поляки подожгли хлевы и застрелили двух жителей: Яна Зинкевича и Стефана Бабулевича.

### Убийство извозчиков
30 января отряд остановился в лесу у села Старые Пухалы и решил избавиться от извозчиков. Тех из них, кто умел креститься по-католически и молиться по-польски, отпустили, остальных убили. По словам очевидцев, в ту ночь из леса доносились крики людей и несколько выстрелов. По данным журналиста Яна Максимюка, исследовавшего эту тему, извозчиков, вероятно, убивали обухами топоров, а расстреливали только тех, кто пытался убежать.
Всего в ту ночь было убито 30 либо 31 человек из 12 сёл (Красна-Весь, Збуч, Чижи, Великие Пасечники, Ягадники, Лозице, Мохнатое, Залешаны, Раковичи, Кривая, Орешково, Вулька-Выгоновска).

### Сожжение сёл Зани и Шпаки
2 февраля отряд Райса сжёг сёла Зани (погибло 24 человека) и Шпаки (погибло 9 человек). Бандиты расстреливали тех, кто пытался спастись от огня. Самому старшему из убитых было 83 года, самому младшему — 4 года.

## Суд и расследование
Ромуальд Райс был схвачен польскими властями в 1948 году. Его судили в Белостоке и повесили в 1949 году. Райс не признал своей вины в расправе над белорусами и перекладывал ответственность за убийства на своего заместителя.

## Оценки
Польский коммунистический режим использовал резню 1946 года в целях пропаганды. Однако эти события не было принято обозначать как акт геноцида или этнические чистки.
Деятели белорусского меньшинства в Польше оценивают резню как одно из важнейших событий послевоенной истории региона. По словам Иоанна Максимюка, трагедия «является тем важнейшим историческим событием, которое остаётся в сознании всех белорусов Белостокщины и в оценке которого они абсолютно согласны». По оценке историка Олега Латышонка, рейд «Бурого» «способствовал тому, что белорусы большую надежду связывали с коммунистической Польшей, чем с восстановлением довоенной».
Националистические силы в Польше стремятся к реабилитации Ромуальда Райса и его отряда. В феврале 1991 года в Польше был принят закон, на основании которого приговоры против репрессированных за деятельность в пользу независимого Польского государства были отменены. Таким образом Ромуальд Райс «Бурый» был фактически реабилитирован. В 1995 году военный суд в Варшаве отменил смертный приговор Ромуальду Райсу и реабилитировал его, постановив, что «состояние высшей необходимости заставило их принимать решения, которые не всегда были этически однозначны». Его потомкам была выплачена компенсация.
Следствие по делу кровавого рейда долгие годы вёл польский Институт национальной памяти. В 2005 году институт сделал официальное заключение, что расправа отряда Райса над жителями белорусских деревень в 1946 году была преступлением с признаками геноцида. Это решение не имело никаких последствий: никого в этом деле дополнительно не обвинили, не отменили реабилитации и не выплатили компенсации семьям замученных и сожжённых жителей. Окружной суд в Белостоке в том же году заявил, что действия отряда Райса были преступлением геноцида.
2 февраля 2012 года, в день годовщины уничтожения деревень Зани и Шпаки, польский Сейм принял решение об ознаменовании 1 марта «Дня проклятых солдат».

## Память
В 1970 году в деревне Зани была установлена мемориальная доска в память о жертвах резни. Места захоронения некоторых жертв удалось выяснить только через 50 лет после трагедии. После падения коммунистического режима был создан Комитет семей убитых кучеров, было проведено перезахоронение остатков жертв трагедии на военном кладбище в Бельске Подляском и поставлен памятник с высеченными на нём именами жертв и их палача. На годовщины трагедии происходят официальные памятные мероприятия в Залешанах и Бельске Подляском.
На данный момент действуют следующие объекты:
- Памятник православным жителям Белостока, погибшим и пропавшим без вести в 1939—1956 гг.
- Памятник погибшим белорусам на Бельском воинском кладбище.
- Крест в селе Сынкавцы (Подляское воеводство) с надписью «Од наглай и неспадеванай сьмерти сохрани нас госпади».

В 2019 году православный митрополит Варшавский и всея Польши Савва освятил краеугольный камень будущего храма в селе Залешаны.
В 2021 году президент Польши Анджей Дуда возложил венок и помолился возле памятника мученикам подляским и хелмским, установленного в Залешанах. Он приехал в Залешаны в сопровождении митрополита Саввы.